# Martin Behaim
Martin Behaim (Norimberga, 6 ottobre 1459 – Lisbona, 29 luglio 1507) è stato un navigatore, cartografo e astronomo tedesco.
È noto per il suo Erdapfel, il primo globo terrestre pervenuto ai nostri giorni, realizzato per la Città imperiale di Norimberga nel 1492.

## Biografia
Martin Behaim nacque a Norimberga il 6 ottobre 1459, figlio maggiore di Martin Behaim e Agnes Schopper. Arrivò in Portogallo in giovane età per seguire alcuni commerci intrapresi nelle Fiandre. Grazie alle sue conoscenze scientifiche, era stato discepolo dell'astronomo Regiomontano (Johann Muller), entrò presto alla corte del Re Giovanni II.
La storia della navigazione gli è estremamente debitrice, in quanto fu fautore:
- dell'introduzione del quadrante in Portogallo, uno strumento per la misurazione dell'altezza degli astri sull'orizzonte ed il calcolo della posizione dell'osservatore sulla terra, descritto in un trattato del XIV secolo dall'ebreo spagnolo Levi Ben Gerson,
- del perfezionamento dell'astrolabio, uno strumento di origine ellenistica per il calcolo della posizione sulla terra da poco reintrodotto in Europa grazie ad astronomi arabi.

Tra il 1484 ed il 1485 accompagnò, probabilmente in compagnia dell'astronomo Josè Visinho, Diego Cao nel suo viaggio di esplorazione delle coste dell'Africa occidentale, viaggio che lo portò a passare l'equatore e a spingersi fino a Cabo Ledo, nell'attuale Angola.
Al suo ritorno a Lisbona, venne fatto cavaliere dal re Giovanni II; nello stesso anno si sposò e si trasferì a Faial, nelle Azzorre, dove il suocero era governatore di una colonia fiamminga.

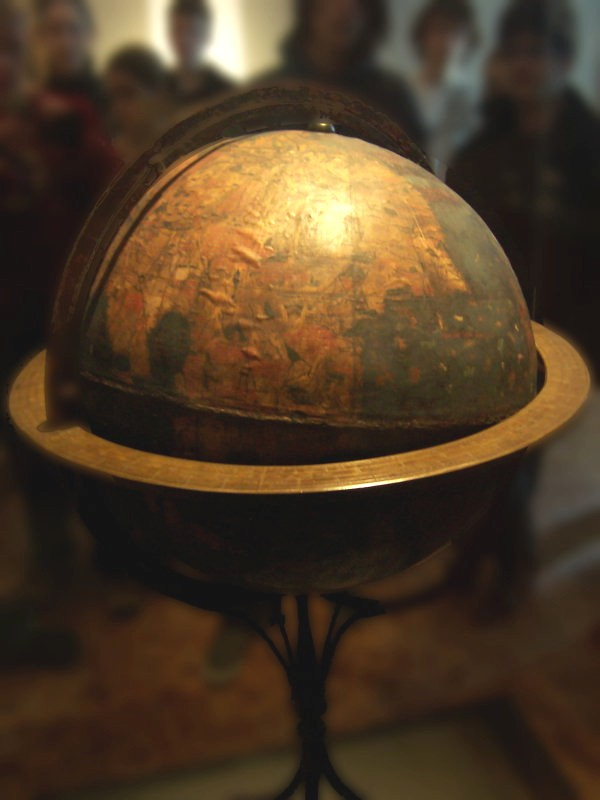
L’Erdapfel di Behaim, nel museo di Norimberga

Nel 1492, alla vigilia della scoperta dell'America, in visita nella natia Norimberga, capitale del rinascimento tedesco, costruì il famoso Erdapfel, la mela terrestre, conservato al museo nazionale della città tedesca, il Germanisches Nationalmuseum, un mappamondo ricco di disegni fantastici e leggende che sintetizza perfettamente le approssimative cognizioni geografiche dell'epoca. Nel Globo di Behaim appare, tra l'altro, l'isola immaginaria di san Brendano, identificata dall'iscrizione Jnfula de fant brandon, ove, secondo una leggenda, sarebbe sbarcato il monaco irlandese del VI secolo Brendano di Clonfert, mentre navigava lungo le coste europee.
Morì nell'ospizio di San Bartolomeo a Lisbona il 29 luglio 1507.